# Трэйн, Стивен
Сти́вен Дэ́вид Трэйн (англ. Stephen David Train; 23 февраля 1962, Сандерленд) — британский гребец-каноист, выступал за сборную Великобритании в середине 1980-х — конце 1990-х годов. Участник пяти летних Олимпийских игр, дважды серебряный и трижды бронзовый призёр чемпионатов мира, победитель многих регат национального и международного значения. Также известен как марафонский гребец, трёхкратный чемпион мира по марафонской гребле. Тренер сборной Великобритании по параканоэ.

## Биография
Стивен Трэйн родился 23 февраля 1962 года в городе Сандерленде графства Тайн-энд-Уир. Активно заниматься греблей начал в раннем детстве, проходил подготовку вместе с младшим братом Эндрю в клубе гребли на байдарках и каноэ Фладбери, основанном его отцом Дэвидом в 1973 году.
Первого серьёзного успеха на взрослом международном уровне добился в 1984 году, когда попал в основной состав британской национальной сборной и благодаря череде удачных выступлений удостоился права защищать честь страны на летних Олимпийских играх в Лос-Анджелесе — в зачёте одиночных каноэ добрался до полуфинала на дистанции 500 метров и занял шестое место на дистанции 1000 метров, тогда как в двойках с братом стал на тысяче метрах девятым. Год спустя побывал на чемпионате мира в бельгийском Мехелене, откуда привёз награду серебряного достоинства, выигранную в двойках в десятикилометровой программе.
В 1987 году Трэйн выступил на мировом первенстве в немецком Дуйсбурге, где стал бронзовым призёром в двойках на десяти тысячах метрах. Будучи одним из лидеров гребной команды Великобритании, благополучно прошёл квалификацию на Олимпийские игры 1988 года в Сеуле — стартовал с братом в двойках на пятистах и тысяче метрах, но на сей раз сумел дойти в этих дисциплинах только до стадии полуфиналов.
На чемпионате мира 1991 года в Париже Трэйн вновь поднимался на пьедестал почёта, получил бронзовую медаль в гонке двоек на 10 км. Позже отправился представлять страну на Олимпийских играх 1992 года в Барселоне, где впоследствии дошёл до полуфинала в двойках на километровой дистанции. В следующем сезоне на мировом первенстве в Копенгагене удостоился серебряной награды за участие в заездах двухместных каноэ на 10000 метров. Затем выступил на Олимпиаде 1996 года в Атланте — в двойках совместно с братом Эндрю добрался до полуфинала на пятистах метрах и показал в финале шестой результат на тысяче метрах.
Несмотря на солидный возраст, Трэйн остался в основном составе национальной команды Великобритании и продолжил принимать участие в крупнейших международных регатах. Так, 1997 году он попал в число призёров на чемпионате мира в канадском Дартмуте, выиграв бронзу в каноэ-двойках на дистанции 1000 метров. Последний раз участвовал в значимых соревнованиях в 2000 году, когда прошёл отбор на Олимпийские игры в Сиднее, однако существенного успеха здесь не добился, в обеих своих дисциплинах (двойках на пятистах и тысяче метрах) остановился на стадии полуфиналов. Вскоре по окончании сиднейской Олимпиады принял решение завершить карьеру профессионального спортсмена, уступив место в сборной молодым британским гребцам.
Помимо выступлений в спринтерских чемпионатах мира, Стивен Трэйн на протяжении всей своей карьеры регулярно принимал участие в марафонских чемпионатах и добился на этом поприще немалых успехов. Он является трёхкратным чемпионом мира по марафонской гребле в зачёте двухместных каноэ (1988, 1994, 1998), один раз становился серебряным призёром этих соревнований (1996).